# 燕三條車站
燕三條車站（日语：／ Tsubame-sanjō eki */?）是一個位於日本新潟縣三條市，由東日本旅客鐵道（JR東日本）所經營的鐵路車站。燕三條車站是JR東日本所屬的上越新幹線與在來線地方交通線、彌彥線的交會車站，車站實際位置原本是橫跨三條市與燕市的邊界，但因為站長室位於三條市境內，因此以三條市作為車站的登記地址。車站名稱源自於燕市與三條市兩市的地名組合，車站的東西兩個主要出口，也配合這獨特的地理位置，而分別命名為燕口（西側）與三條口（東側）。

## 命名由來
由於車站位置橫跨三條市與燕市，雙方都想把車站冠上自己的市名，因此該命名為「三條燕」還是「燕三條」兩市爭執不下，最後本站命名為「燕三條站」。作為補償，車站北側北陸自動車道的交流道，則命名為「三條燕交流道」。

## 車站結構
新幹線月台位於3樓，側式月台1面1線與島式月台1面2線，合計2面3線的高架車站。
地面月台位於築堤上，側式月台1面1線的地面車站，與站舍2樓連接跨站式站房。

### 月台配置
| 月台       | 路線       | 方向     | 目的地         |
| ---------- | ---------- | -------- | -------------- |
| 在來線月台 |            |          |                |
| 彌彥線月台 | ■彌彥線    | （下行） | 東三條方向     |
| 彌彥線月台 | ■彌彥線    | （上行） | 吉田、彌彥方向 |
| 新幹線月台 |            |          |                |
| 11         | 上越新幹線 | （下行） | 新潟方向       |
| 12、13     | 上越新幹線 | （上行） | 東京方向       |

## 相鄰車站
東日本旅客鐵道
上越新幹線
長岡－燕三條－新潟
■彌彥線
燕－燕三條－北三條

## 外部連結
- JR東日本－燕三條車站 （页面存档备份，存于）（日語）

37°38′52″N 138°56′19″E / 37.64778°N 138.93861°E